# Galeodes fatalis
Galeodes fatalis är en spindeldjursart som först beskrevs av Lichtenstein 1796.  Galeodes fatalis ingår i släktet Galeodes och familjen Galeodidae. Inga underarter finns listade i Catalogue of Life.